# 盧煦春
盧煦春（？—？），廣西省桂林府臨桂縣人，清朝政治人物、同進士出身。
光緒六年（1880年），参加庚辰科殿試，登進士三甲第22名。同年五月，著交吏部掣签，分发各省以知县即用。